# Mistrzostwa Rumunii w rugby union (1941)
Mistrzostwa Rumunii w rugby union 1941 – dwudzieste piąte mistrzostwa Rumunii w rugby union.
Swój pierwszy tytuł zdobyła drużyna CS Viforul Dacia București.